# Maja Gasal-Vražalica
Maja Gasal-Vražalica (ur. 17 lipca 1983 w Livnie) – bośniacka polityczka. Deputowana Izby Reprezentantów Bośni i Hercegowiny w latach 2014–2018.

## Życiorys
Gasal-Vražalica urodziła się w Livnie, w Federacji Bośni i Hercegowiny 17 lipca 1983. W związku z wojną w Bośni i Hercegowinie wychowała się w Berlinie.

### Edukacja
W latach 1998–2002 uczęszczała do szkoły średniej w swoim rodzinnym mieście, w Livnie. W latach 2002–2008 studiowała na Wydziale Filozofii Uniwersytetu w Sarajewie, gdzie zdobyła dyplom z germanistyki. Jest wykładowczynią języka niemieckiego i literatury. Mówi w języku niemieckim i angielskim.

### Działalność zawodowa
W latach 2011–2013 pracowała jako nauczycielka i wykładowczyni w szkołach w Sarajewie. Do 2014 roku pracowała w niemieckiej izbie handlowej w Bośni i Harcegowinie.

### Działalność polityczna
W 2014 roku zasiadała we władzach gminy Novo Sarajevo.
W wybory powszechnych w Bośni i Hercegowinie w 2014 roku uzyskała mandat (mandat kompensacyjny) deputowanej do Izby Reprezentantów Bośni i Hercegowiny z ramienia Frontu Demokratycznego. Startowała w okręgu wyborczym nr 513 (Kanton bośniacko-podriński [V] i Kanton sarajewski [IX]) z ostatniego miejsca na liście i uzyskała 2527 głosów. Po zakończeniu kadencji nie kandydowała w wyborach w 2018 roku.
Była delegatką do Zgromadzenia Parlamentarnego Procesu Współpracy w Południowo-Wschodniej Europie. Była członkinią komisji ds. osiągania równości pomiędzy płciami, komisji ds. praw człowieka oraz komisji ds. kontaktów z GOPAC.

### Dalsza działalność
Została dyrektorką „Akademije za žene”, organizacji pozarządowej poświęconej prawom kobiet.

### Życie prywatne
Pozostaje w związku małżeńskim. Swojego męża poznała podczas dorastania w Berlinie.